# Ozero Ostrovno
Ozero Ostrovno (ryska: Озеро Островно) är en sjö i Belarus.   Den ligger i voblasten Vitsebsks voblast, i den norra delen av landet, 150 km nordost om huvudstaden Minsk. Ozero Ostrovno ligger 132 meter över havet. Arean är 0,93 kvadratkilometer. Den sträcker sig 1,3 kilometer i nord-sydlig riktning, och 2,0 kilometer i öst-västlig riktning.
Omgivningarna runt Ozero Ostrovno är en mosaik av jordbruksmark och naturlig växtlighet. Runt Ozero Ostrovno är det ganska glesbefolkat, med 28 invånare per kvadratkilometer.